# Huaidan bixu si
Huaidan bixu si (坏蛋必须死S), noto anche con il titolo internazionale Bad Guys Always Die, è un film del 2015 scritto e diretto da Sun Hao.

## Trama
Il giovane Qingzi, mentre si trova in vacanza insieme al fratello minore e a due amici, finisce per soccorrere una donna sudcoreana di nome Ji-yeon. Poco dopo, scoprono però che qualcuno è intenzionato a ucciderli, essendo loro malgrado diventati testimoni di un tentato omicidio.

## Distribuzione
In Cina la pellicola è stata distribuita dalla Huayi Brothers a partire dal 27 novembre 2015.